# Bjala Čerkva
Bjala Čerkva (bulharsky Бяла черква) je město ležící na rozhraní severního a středního Bulharska a také na rozhraní Předbalkánu a Dolnodunajské nížiny.  Nachází se 4 km od města Pavlikeni, správního střediska stejnojmenné obštiny a žije v něm přibližně 2 600 obyvatel. Na jeho okraji protéká řeka Rosica.

## Název
Název osady byl až do roku 1879 Murad Bey Köy. Mezi sebou nazývali Bulhaři vesnici Gorni Turčeta (Горни турчета) na rozdíl od turecké vesnice Omur Bey, kterou nazývali Dolní Turčeta (dnes dědina Stambolovo ležící níže na řece). Po osvobození obyvatelé obec přejmenovali na Běla Čerkova (Бѣла черкова). V roce 1966 byl název změněn na Bjala Čerkva. 

## Dějiny

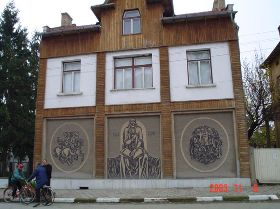
Historické muzeum

V oblasti se dochovaly stopy po starověkém osídlení thráckými kmeny, které přitahovala úrodná zem. Následujícími obyvateli oblasti byli Římané, kteří tu postavili několik silnic. Pro okolní sídla byla nejdůležitější silnice z Nikopolis ad Istrum do Melty a dále do Serdiky.
První zdejší sídlo leželo na pravém břehu řeky Rosica již za první bulharské říše. Přestože ohledně původního názvu tohoto sídla nepanuje shoda, je novodobě nazýváno Belinska podle pramene Belina, u něhož se rozkládalo. Ve 14. století dosáhlo velikosti středověkého města, ale během osmanské invaze bylo z velké části zničeno. Zbylá osada byla poprvé zaznamenána v osmanském berním rejstříku v roce 1450 a žilo v ní asi 60 – 70 lidí. Podle legendy se jeho obyvatelé účastnili prvního trnovského povstání v roce 1598, po jehož potlačení Turci osadu vypálili. 
Během osmanského dosídlování oblasti vznikla na konci 14. století na protějším, levém břehu řeky turecká vesnice Murad Bey Köy. V polovině 17. století se rozrostla natolik, že její obyvatelé byli nuceni najímat na sklizeň za sezónní dělníky Bulhary z okolních vesnic. První z nich se tam začali trvale usazovat v polovině onoho století a koncem 18. století již byla asi třetina domů bulharských. V roce 1750 byla pravobřežní osada již zcela vylidněna, protože se poslední čtyři bulharské rodiny přestěhovaly na druhou stranu řeky. Při následujících sériích epidemií se Bulhaři lépe ochránili tím, že dočasně přešli na pravý, zalesněný břeh řeky Rosica. Na druhé straně Turci zůstali v obci a epidemie velmi rychle snížily jejich počet. V té době se v důsledku porážky Čiprovského povstání odstěhovali katolíci z nedaleké vesnice Pavlikeni a velká část tureckého obyvatelstva se tam přestěhovala. Tím Bulhaři získali v obci výraznou početní převahu. Ze staré Belinsky pocházela jen menší část bulharské populace, většina přišla z jiných okolních vesnic, zejména z dědiny Emen. S tímto růstem je spojena výstavba prvního kostela v obci roku 1832 a první veřejné školy roku 1835. Od počátku 40. let 19. století dosáhla gramotnost zdejších Bulharů 10 %, což bylo mnohem více než průměr tehdejších bulharských zemí.
V roce 1843 zhotovil místní učitel Dragia Nenov opis díla Paisije Chilendarského Istorija Slavěnobolgarskaja, jednu z mála kompletně dochovaných kopií. V roce 1849 sepsal první verzi Rodopisu Bílé Čerkvi (Родословието на Бяла черква), kde popsal 107 bulharských rodin, zatímco tureckých bylo méně než 40. Obec se stala jednou ze základen bulharského obrození. V roce 1858 byla postavena nová školní budova a v roce 1874 se v ní začalo vyučovat rozdělením do tříd. Roku 1866 byl v obci postaven druhý kostel, ve kterém byly použity římské mramorové sloupy ze starověké Nikopole ad Istrum. O rozvoj obce se výrazně zasloužil Bačo Kiro, který zde v roce 1869 založil čitalište Selska ljubov (Vesnická láska).
V roce 1872 byl v obci založen revoluční výbor a jeho předsedou se stal Bačo Kiro. Zahájil intenzivní přípravy povstání a po jeho vypuknutí v dubnu 1876 se pod jeho vedením vypravilo 103 povstalců na shromaždiště ve vsi Musina. Jednotka složená z obyvatel obce (192 osob) poté deset dní (29. dubna – 8. května) bojovala s Turky u Drjanovského kláštera, kde během poslední noci provedla neúspěšný noční útok na silně opevněné postavení Turků. Poté Turci pobili všechny zajaté povstalce, z toho 75 mladých mužů z Bjalé Čerkvi. Bačo Kiro se zachránil a vrátil se do rodné vsi, kde byl zajat. Na základě rozhodnutí soudu v Trnovu byl oběšen byl 28. května 1876.
6. července 1877 byla obec osvobozena a následně se stala součástí Bulharského knížectví. Proces zvyšování bulharské populace na úkor turecké, který probíhal před  osvobozením, vyvrcholil útěkem tureckých rodin bezprostředně po něm. Obec se poté začala ekonomicky a kulturně rychleji rozvíjet. V roce 1886 se zde narodil Rajko Daskalov, pozdější ministr zahraničních věcí. Roku 1895 v obci vznikla jedna z prvních buněk Bulharské socialistické strany, která byla založena rok před tím. V roce 1897 zde byla založena vzdělávací společnost mládeže, v níž později působil zdejší rodák Canko Bakalov Cerkovski, jeden ze zakladatelů Zemědělské strany. Na město byla obec povýšena v roce 1976 u příležitosti 100. výročí vypuknutí dubnového povstání.

## Obyvatelstvo

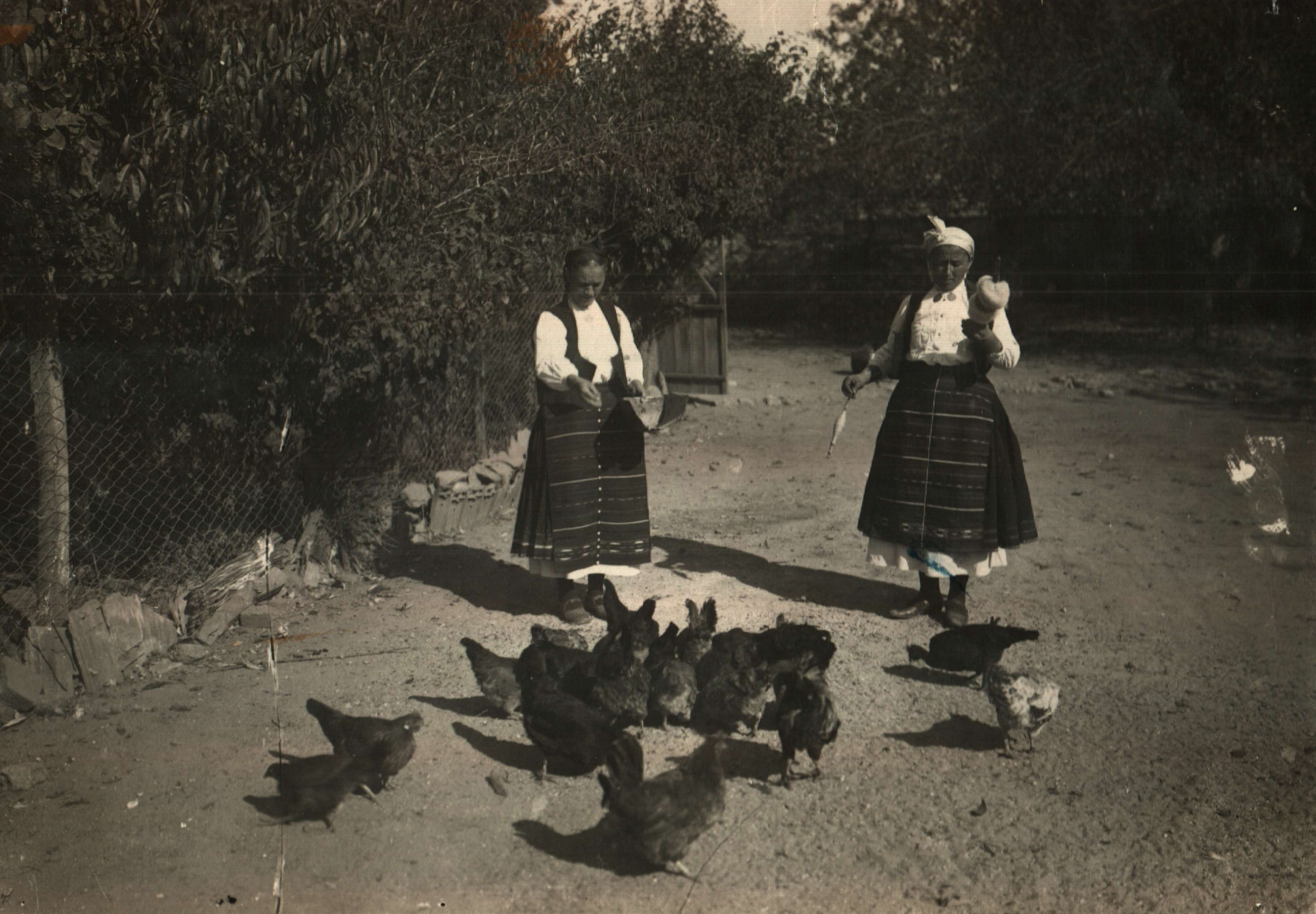
Fotografie z fondu bulharského etnografa Christa Vakarelského - přeslice a vřeteno používané při předení vlny

K 15. prosinci 2023 ve městě žilo 2 596 obyvatel a bylo zde trvale hlášeno 2 665 obyvatel. Podle sčítání 1. února 2011 bylo národnostní složení následující:
- Bulhaři: 1 450 (84.7 %)
- Turci: 77 (4.5 %)
- Romové: 73 (4.3 %)
- ostatní[p 3]: 111 (6.5 %)